# Felipe Noguera
Felipe Noguera Vidales (Bogotá, 20 de julio de 1960) es un actor de televisión colombiano, reconocido por interpretar a Rafael "El Gato" Aguirre en la serie de televisión juvenil de 1993 De pies a cabeza.

## Carrera
Nació en Bogotá en 1960. Egresó del colegio Gimnasio Moderno en 1978, donde estudió con el también actor Diego Trujillo. Noguera empezó alternando estudios de economía y actuación en Colombia hasta que decidió trasladarse a los Estados Unidos para estudiar artes dramáticas. Allí, el director Pepe Sánchez lo recomendó para integrar el elenco de la serie colombiana El carretero en 1990. Tres años después apareció en la telenovela La maldición del paraíso en el papel de Antonio Rivera. Ese mismo año llegó su gran oportunidad al ser escogido como el protagonista del seriado juvenil De pies a cabeza. En la serie interpretó el papel de Rafael Aguirre, un exjugador de fútbol que vio truncada su carrera por un accidente en un partido oficial. Tras su lesión se dedicó a entrenar un pequeño equipo de barrio. La popularidad del seriado, que se extendió por más de 1300 capítulos, convirtió a Noguera en una cara conocida en los medios colombianos. En 1995 integró el elenco de la telenovela Victoria en el papel de Santiago.
En la década de 2000 su presencia en la televisión colombiana fue notable, apareciendo en producciones de éxito como Pobre Pablo (2000), Brujeres (2000), A dónde va Soledad (2000), Mesa para tres (2004), Lorena (2005), Pocholo (2007) y Cuando salga el sol (2009).

## Filmografía seleccionada
- 1990 - El carretero
- 1991 - Sombra de tu sombra
- 1993 - La maldición del paraíso
- 1993 - De pies a cabeza
- 1995 - Victoria
- 2000 - Pobre Pablo
- 2000 - Brujeres
- 2000 - A dónde va Soledad
- 2002 - Estrella Azul
- 2004 - Mesa para tres
- 2005 - Lorena
- 2007 - Pocholo
- 2009 - Cuando salga el sol